# Francisco Gómez Palacios
Francisco Gómez Palacios va ser un militar espanyol que va participar en la Guerra Civil Espanyola.
Al començament de la guerra Gómez Palacios ostentava el rang de capità i estava destinat en la III Divisió Orgànica, en València. Durant els últims mesos de 1936 va manar la columna Uribes-Palacios, al capdavant de la qual va combatre en el front del Centre. Durant la resta de la guerra va manar la 21a Brigada Mixta, i posteriorment la 36a Divisió. L'agost de 1938 va ocupar de forma breu el comandament del VII Cos d'Exèrcit, al front d'Extremadura.